# Adeixis baeckeae
Adeixis baeckeae är en fjärilsart som beskrevs av Holloway 1979. Adeixis baeckeae ingår i släktet Adeixis och familjen mätare. Inga underarter finns listade i Catalogue of Life.